# Eduard Orel
Eduard Orel (5. srpna 1841, Nový Jičín – 5. února 1892, Miramare) byl rakouský důstojník a polárník moravského původu. Zúčastnil se expedice, která objevila souostroví Země Františka Josefa.

## Život
Narodil se v rodině magistrátního úředníka Jana Orla z Citova a měl tři sestry. Chodil do německých škol v Novém Jičíně a Opavě a poté studoval na polytechnickém institutu. Roku 1861 vstoupil do válečného námořnictva a o pět let později získal hodnost praporčíka řadové lodi. Bojoval v dánsko-německé válce roku 1864, v roce 1866 pod velením Willhelma von Tegetthoff v bitvě u Visu a sloužil arcivévodovi Maxmiliánu Mexickému. Později pracoval v hydrografickém depu v Pule, odkud býval příležitostně odvelen ke službě na různých lodích.
V letech 1872–1874 se jako důstojník zúčastnil rakousko-uherské severopolární expedice. Další členové výpravy ho popisovali jako houževnatého, odvážného muže a výborného střelce, který překvapoval posádku pečením rohlíků a moučníků. Po opuštění lodi trpěl sněžnou slepotou, která mu zřejmě natrvalo poškodila zrak. Na Rudolfově ostrově pojmenoval dva mysy po novojičínských občanech: dr. Josefu Habermannovi a Josefu Prorokovi. Za účast na výpravě mu byl v lednu 1880 udělen Řád železné koruny 3. třídy a byl povýšen do rytířského stavu.
Roku 1876 opustil aktivní vojenskou službu a oženil se s Augustou Braunovou z Opavy, se kterou měli jednoho syna. Žili ve Vídni, kde pracoval jako účetní úředník u dvorního úřadu inspekce stájových budov. V roce 1879 byl povýšen na poručíka řadové lodi, ale kvůli oční chorobě byl shledán neschopným služby. Jeho první manželka však brzy zemřela, a proto se v roce 1880 znovu oženil s Klárou Schauovou z Vídeňského Nového Města. Měli spolu dva syny. Odstěhoval se do Cítova, kde byl úředníkem Dráhy Františka Josefa ve Vídni. V roce 1877 ho císař jmenoval správcem zámku Miramare v Itálii, kde roku 1892 zemřel.